# Musaranya elefant de Somàlia
La musaranya elefant de Somàlia o sengi somalí (Galegeeska revoilii) és una espècie de musaranya elefant del gènere Elephantulus. És endèmica de la costa septentrional de Somàlia. No se'n va observar cap entre el 1968, quan se'n havien observat exemplars a Somàlia, i el 2020 quan se'n van tornar a trobar a Djibouti, pel que es va arribar a témer que s'havia extingit. Anteriorment classificat al gènere Elephantulus, fou transferit al seu propi gènere, Galegeeska, basant-se en anàlisis genètiques.
Els seus hàbitats naturals són els matollars secs tropicals o subtropicals i els deserts calorosos.